# Repe

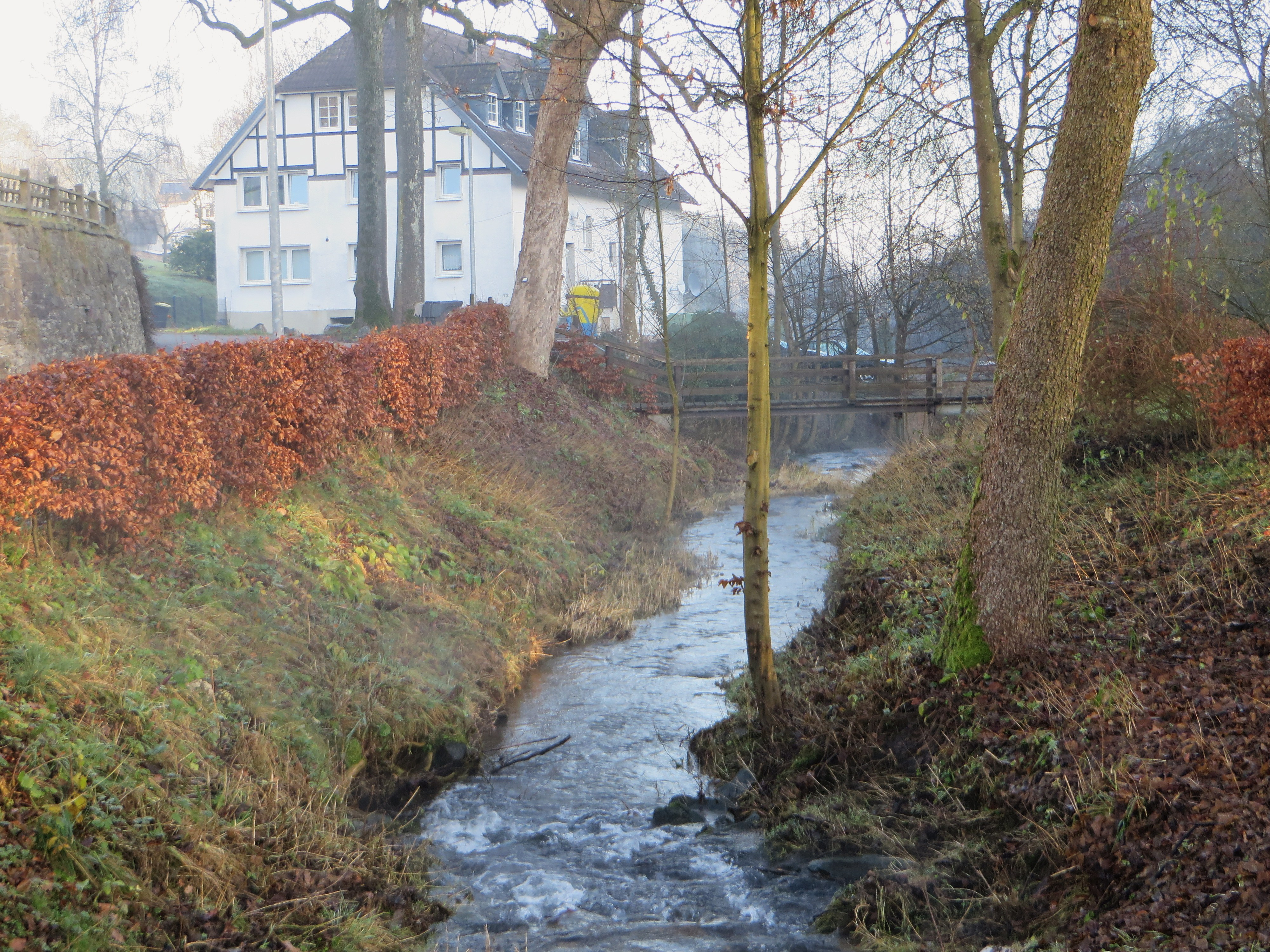
Der Bach Repe an der Repetalstraße

Repe ist ein Ortsteil der Stadt Attendorn im Kreis Olpe (Nordrhein-Westfalen) und hat 113 Einwohner (Stand 30. Juni 2024). Das Dorf unterteilt sich – anders als die meisten Ortschaften dieser Region – nicht in Ober- und Unterdorf, sondern in „Sommerseite“ und „Winterseite“.

## Geografie
Repe liegt südöstlich des Kernortes Attendorn und nördlich vom Dorf liegt die Reper Höhe (473 m). Durch den Ort und weiter durch das Repetal fließt die Repe, ein linker Nebenfluss der Lenne.

## Geschichte
1383 wurde der Ort (Güter in) Repe erstmals erwähnt.
Nach einer neueren Untersuchung der Ortsnamen des Kreises Olpe existieren neben der erwähnten Ersterwähnung weitere Ortsbezeichnungen in der Folgezeit, beispielhaft seien erwähnt: Reppe (Schatzungsregister 1543), tho Reepe (1544 Inventare des Graf Spee’schen Archivs Ahausen), Repe (1841 in einer Ortschafts-Tabelle). Eine Deutung des Ortsnamens stößt auf Schwierigkeiten. Eine germanische oder altsächsische Namensherkunft wäre am ehesten auf das Vorkommen von Rehen zurückzuführen. Bei Annahme einer wesentlich älteren Namensbildung erscheint der Farbeindruck des Wassers oder die Form des Bachbetts als Namensmotiv möglich.
Frühe Anhaltspunkte über die Größe des Ortes ergeben sich aus einem Schatzungsregister (diente der Erhebung von Steuern) für das Jahr 1543. Demnach gab es in „Reppe“ 8 Schatzungspflichtige; diese Zahl könnte mit den damals vorhandenen Höfen bzw. Häusern übereingestimmt haben. Die höchsten Abgaben von 2 Goldgulden und mehr entfielen auf Frantz Hohagen und Christian Thoins.
Repe gehörte zur Gemeinde Helden, die im Rahmen der kommunalen Neugliederung teilweise in die Stadt Attendorn eingegliedert wurde. In diesem Zuge wurde die einzige Schule geschlossen. In der einklassigen Dorfschule wurde bis dahin auch der Nachwuchs aus den Dörfern Rieflinghausen, Hofkühl und Berlinghausen unterrichtet.
Nach der Schließung der letzten Gaststätte gründeten die Bürger einen Förderverein und errichteten in Eigenleistung ein Dorfgemeinschaftshaus für zünftige Anlässe und Familienfeiern.
Daneben existieren zwei Wasserbeschaffungsvereine und ein Kapellenverein.

### Einwohnerentwicklung
| Jahr | Einwohner |
| ---- | --------- |
| 1536 | 40–50*    |
| 1565 | 40–50*    |
| 1783 | 57        |
| 1817 | 85        |
| 1839 | 109       |
| 2017 | 130       |
| 2020 | 125       |

*) aufgrund von Häuserzahlen geschätzte Werte

## Religion
Der überwiegende Teil der Einwohner von Repe bekennt sich zum katholischen Glauben.
Die Ursprünge der Hubertuskapelle lassen sich nicht genauer datieren. Es gibt Hinweise, die eine Gründung im 17. Jahrhundert wahrscheinlich machen. So befindet sich im Attendorner Museum ein Altarretabel mit eingeprägter Jahreszahl 1639, das der Überlieferung nach aus der Kapelle in Repe stammen soll. Ferner gibt es eine Notiz des Pfarrers Hermann Duncker vom 27. November 1699 mit dem Hinweis, dass die Kapelle in Repe im Jahr 1679 erbaut wurde, aber noch nicht konsekriert sei. Schließlich erhielt der Heldener Pfarrer Johan Theodor Voß am 29. September 1730 die Vollmacht, die Hubertuskapelle zu weihen und dort an einem Tragaltar zu zelebrieren. Im Jahr 1862 wurde das Innere der Kapelle umfassend renoviert, wobei auch das Altarretabel erneuert wurde. Eine gründliche Sanierung der Kapelle (u. a. Erneuerung des Dachstuhls, Trockenlegung des Gebäudes) veranlasste der Kapellenverein von Repe im Jahre 1992.
Die Kapelle ist ein Attendorner Baudenkmal.